# Stelen (plaats)
Stelen is een kerkdorp in de stad Geel. De plaats is gelegen aan de zuidoever van het Albertkanaal, ingeklemd tussen dit kanaal en een autoweg. Ook ligt dit dorp op de rechteroever van de Grote Nete

## Sint-Apolloniakerk
De parochie Stelen-Liessel-Winkelomheide werd opgericht in 1871 en de parochiekerk, gewijd aan Sint-Apollonia, kwam gereed in 1874 naar een ontwerp van Pieter Jozef Taeymans. Het is een neoromaanse kruisbasiliek. De toren kwam gereed in 1929 en werd ontworpen door Jules Taeymans. De kerk bevat neogotisch en neoromaans meubilair, gepolychromeerde beelden en kruiswegstaties uit 1873.
Bij de kerk bevindt zich een gedenksteen die de Slag om Geel van 1944 memoreert. Hierbij bevocht de 50ste Northumberian Infantry Division de oversteek over het Albertkanaal.

## Nabijgelegen kernen
Oevel, Oosterlo, Geel-Centrum, Winkelomheide